# Koroby 2
Koroby 2 (biał. Карабы 2, Karaby 2; ros. Коробы 2, Koroby 2) – agromiasteczko na Białorusi, w obwodzie witebskim, w rejonie głębockim, 10 km na zachód od Głębokiego. Wchodzi w skład sielsowietu Koroby.

## Historia
Wieś Koroby została opisana w Słowniku geograficznym Królestwa Polskiego. Z opisu wynika, że w 1883 roku leżała w powiecie dziśnieńskim guberni wileńskiej Imperium Rosyjskiego. W 1866 roku w 8 domach mieszkało tu 65 mieszkańców. Była to wieś prywatna należąca do Brzostowskich.
W okresie międzywojennym wieś Wincentowo (Koroby II) leżała w granicach II Rzeczypospolitej w gminie wiejskiej Głębokie, w powiecie dziśnieńskim, w województwie wileńskim.
Według Powszechnego Spisu Ludności z 1921 roku zamieszkiwało tu 96 osób, 37 było wyznania rzymskokatolickiego a 59 prawosławnego. Jednocześnie 37 mieszkańców zadeklarowało polską przynależność narodową a 59 białoruską. Było tu 14 budynków mieszkalnych. W 1931 w 23 domach zamieszkiwało 128 osób.
Wierni należeli do parafii rzymskokatolickiej i prawosławnej w Głębokiem. Miejscowość podlegała pod Sąd Grodzki w Głębokiem i Okręgowy w Wilnie; właściwy urząd pocztowy mieścił się w Głębokiem.
Na mapie Wojskowego Instytutu Geograficznego z 1932 roku została oznaczona jako Koroby I. Znajdowało się tu wówczas 16 domów.
Po agresji ZSRR na Polskę w 1939 roku miejscowość znalazła się pod okupacją sowiecką, w granicach BSRR. W latach 1941–1944 była pod okupacją niemiecką. Następnie leżała w BSRR. Od 1991 roku w Republice Białorusi.